# Los Encantados (película)
Los Encantados es una película escrita y dirigida por Ricardo Dávila. Se estrenó mundialmente el 15 de marzo de 2016 en su propia plataforma web.

## Sinopsis
La sinopsis de la película la escribe uno de los propios personajes, el Padre Platito:
"Yo he visto cosas que los no-encantados no creerían. He visto sueños ocurrir ante mis ojos, he visto las puertas de una masía abrirse con una manzana, he visto objetos raros y de madera, he visto surgir el flamenco más jondo, en las manos y voces más payas. 
Yo he visto el truco de magia del señor Brams, su tupé a la brisa; y he visto a Tacita cantarnos una nana. He visto que la elegancia es posible en bañador si lo combinas sabiamente con un turbante, he visto a Chuchi piar como un gorrión, he visto jugar al desencantado, y posar con una piña. 
He visto gente que no conocía hasta entonces, pero algunos habían estado en el hermoso Congal o en países culturales, he visto a mi madre provisto de una peluca y dos pendientes, he visto la belleza absoluta con los ojos mismos de cuando fui pequeño. 
He visto a Los Encantados. 
Cuando decidas entrar, no preguntes quién está soñando. Estás soñando tú".

## Producción
A cargo de Ricardo Dávila y Ángela Boj, con la colaboración de la productora 7 Cuerdas Films, los pormenores de la producción están detallados en el libro "A propósito de Los Encantados. Las cartas" y en el documental A propósito de Los Encantados. Un documental espontáneo sobre una película hecha a mano.

## Rodaje
El equipo se trasladó a La Masía San Antonio para rodar la película en la que vivieron 11 días. 
La convivencia fue muy especial según relatan los propios actores y actrices en el libro "A propósito de Los Encantados. Las cartas". 
En una de las cartas del libro el actor Carolo Ruiz escribe: "Sólo queda esta noche de la que despertar aún en este sueño, después de la próxima creeremos que sólo fue algo hermoso que una vez soñamos... a todos os quiero y soñaré el resto de mi vida..." "Sea de mí lo que sea, habré estado en Los Encantados..." 
El actor Albert Roca: "Alguien tendría que haber dicho a Ricardo que no se puede rodar una peli en 13 días... que no se puede hacer un largo con sólo tres técnicos y dos de arte... que los protagonistas de su película, esa misma en la que se iba a dejar todo: dinero, alma ¡todo!, tenían que ser caras conocidas, que estuviesen haciendo series de televisión... pues bien, todo eso y mucho más le dijeron una y otra vez, y solo la inconsciencia de Ricardo le llevó a no escuchar ninguno de esos consejos y seguir adelante pasara lo que pasara... doy las gracias a esa incosnciencia, a ese espíritu romántico digno de otras épocas, por haber conseguido que esto haya sido el proyecto más bonito en el que he trabjado jamás..." 
Y la actriz Deborah Guerrero: "...Sólo a nosotros nos pertenece la acertada intuición de que todo acaba de empezar... que somos historia, que el amor existe, que luchando siempre se gana, que hay personas que ya no se van, que nada es casualidad, que hay mundos grandes llenos de incoherencia y mundos pequeños que facilitan el camino..."

## Distribución
Los Encantados se distribuyó a través de su propia plataforma web. 
Ricardo Dávila dijo en una entrevista: "Lo que me guio hacia esa decisión fue mi deseo de acercar al público el resultado de nuestro trabajo. Siempre quise trazar una línea recta hacia la gente. Nada más. Una vez más use como premisa la sencillez: eso es lo que quiero, pues eso es lo que haré. Intentaré acompañar cada película con un libro y con el tiempo ampliar el catálogo de mi plataforma web." 

## Documental
La historia de la creación de la película quedó reflejada en el documental A propósito de Los Encantados. Un documental espontáneo sobre una película hecha a mano
“Si hubiera dudado no habría emprendido este viaje, tampoco me habría atrevido a invitar a otros a recorrerlo conmigo. Ahora sé que ha valido la pena y que, independientemente de lo que pase con la película, nosotros guardaremos el recuerdo de esos días en los que dejamos impresa nuestra lealtad a la vocación y el cariño que sentimos por nuestra profesión”. Con estas palabras Ricardo Dávila nos invita a descubrir cada detalle de la producción con el documental A propósito de Los Encantados. Un documental espontáneo sobre una película hecha a mano. Los miembros del equipo nos hablan de la experiencia vivida desde el nacimiento del guion hasta el último detalle de la postproducción. Montado en su mayoría con imágenes que Ángela Boj fue grabando durante el curso del proyecto, incluye tomas falsas, escenas eliminadas e imágenes exclusivas del rodaje que muestran el ambiente de los once días que se vivieron dentro de la Masía San Antonio, en Cunit (Tarragona).

## Libro
"A propósito de Los Encantados. Las cartas" se publicó al mismo tiempo y narra, al igual que el documental, la historia de la creación de la película. El libro se centra en la etapa más difícil del proceso. Se trata de una recopilación, realizada por la actriz Ángela Boj, de las cartas que se enviaron los miembros del equipo mientras avanzaban y tomaban decisiones. También aparecen cartas del padre del director, amigos y reflexiones personales del director.
En una de las cartas Ricardo Dávila escribe: "... me levanta la inercia, la fuerza de reserva que me queda... como dije hace tiempo: lo que lucha en mí ya no soy yo... pero con eso me basta para levantarme y seguir caminando..."

## Opiniones de espectadores
Algunas opiniones de los espectadores pueden verse en el segundo tráiler oficial de la película
"El acto de libertad artística y creativa más puro que he visto en años. El mundo necesita esta película, pero no sé si está preparado". César del Álamo.
“La apuesta es deliciosamente radical. Me encanta como rareza insólita. Me fascina como experimento de doctor loco. Es un monstruo de doctor Frankenstein.” Álex de la iglesia.
"Encantada por el efecto de Los Encantados, la película más desconcertante, delirante, impactante y maravillosa que he visto en los últimos decenios. Los encantados es un delirio maravilloso, desternillante y sorprendente, “muy loquísimo”. El texto de Dávila es un desafío valeroso a los manuales de guion y las ideas preconcebidas, una demostración de estilo, fabulación y ensoñación”. Carla Rogel.
"Lo que me he podido reír con está película no está escrito. Es inclasificable. Es pureza. Es demasiado para esta época. Arte puro. La definiría como una crítica de esta sociedad hecha de una manera elegante sutil y muy graciosa. Felicidades por el ingenio, "qué despeine". Me voy a poner de tono "MI cansancio no tiene límite". Sandra Cortes.
“Una película diferente, nueva, difícil, maravillosa, ilusionante. Un trabajo de estas características debe ser venerado, respetado y arropado por todos". Magdalena Sánchez Blesa.
"Si tratara de definirla, diría que es una especie de trepidante cluedo repleto de personajes que son tan entrañables como estrafalarios. Todo ello acompañado de un delicioso surrealismo que nada tiene que envidiar al mismísimo “Amanece que no es poco”. A mí desde luego que “me gucha mucho”. Antonio Azorín.
"Es una comedia que, en verdad, parte de un dramón que se desarrolla como una película de crítica social o algo. Se trata, en síntesis, de una muy bien planificada ida de pinza absoluta... La descripción que estáis leyendo no es ni siquiera producto de mi sentido del humor, sino una copia barata del humor de Ricardo Dávila, que transporta y se contagia. Es, ya en serio, una película mágica y divertidísima." Andrés Jurado.
“Hacía muchísimo tiempo que no me encontraba con algo tan original y fuera de lo común. Película altamente recomendable que para mí ya es de culto… Pasar por varios estados de ánimo de la mano de un humor absurdo que nos hace reflexionar en muchas ocasiones, en otras reír y en otras llorar…. Tan pronto te traslada a una atmósfera Chejoviana como te traslada a una película de Disney y todo esto en cuestión de segundos”. Rafael de Diego.
"Dulce, reflexivo y delirante viaje el que acabamos de hacer con Los Encantados. 
Orgullosa de saber que hay gente peleona y convencida de otra forma posible de hacer las cosas, con su riesgo”. Natalia Barrero.